# Nicolai Fuglsig
Nicolai Fuglsig (født 1972) er en dansk filminstruktør, reklameinstruktør og tidligere fotojournalist. 
Fuglsig har vundet talrige priser for sit arbejde med en reklame for Sony Bravia, hvor 250.000 bolde slippes løs fra den største bakke i San Francisco. Fuglsig instruerede også Guinness' dyreste reklame (per 2009), hvor han skabte et mega-dominospil i en fjern landsby i Argentina.
Han var på en opgave for Politiken som fotograf under Kosovokrigen i 1999, da han først prøvede kræfter med filminstruktion, idet han lavede en del optagelser, der senere blev omsat i dokumentarfilmen Return of the Exiled.
I 2017 fik hans sci-fi-film Exfil premiere, hvorpå han instruerede Hollywood-filmen 12 Strong, der fik international premiere i midten af januar 2018.